# Sons-et-Ronchères
Sons-et-Ronchères település Franciaországban, Aisne megyében. Lakosainak száma 207 fő (2022. január 1.). Sons-et-Ronchères Bois-lès-Pargny, Châtillon-lès-Sons, Housset és Monceau-le-Neuf-et-Faucouzy községekkel határos.

## Népesség
A település népessége az elmúlt években az alábbi módon változott:
| Lakosok száma | 260  | 218  | 253  | 229  | 226  | 234  | 240  | 221  | 211  | 207  |
|               | 1968 | 1982 | 1990 | 2006 | 2013 | 2015 | 2017 | 2019 | 2020 | 2022 |